# Rudolf Murray
Rudolf Murray (* 3. September 1898 in Freden (Leine); † nach 1944) war Leiter der Staatspolizeileitstelle Düsseldorf und 1935/1936 kommissarischer Landrat des Rhein-Wupper-Kreises.

## Leben
Murray, der evangelisch-lutherischen Kirche angehörend, war der Sohn eines Betriebsführers. Nach seinem Militärdienst, dem er von 1916 bis 1919 nachkam, begann er ein Studium mit der Ausrichtung auf das Wasser- und Straßenbaufach und legte im Rahmen desselben als erste Prüfung jene zum Regierungsbauführer ab. 1926 folgte die Staatsprüfung mit nachfolgender Ernennung zum Regierungsbaumeister ab. In Ermangelung freier Stellen für Regierungsbaumeister im Preußischen Staatsdienst schied Murray zunächst aus diesem aus und trat schließlich im Herbst 1927, zu diesem Zeitpunkt in Stade wohnend und unter Überweisung an das Kulturamt I in Düsseldorf wieder in den Staatsdienst ein. Zwischenzeitlich zum Regierungs- und Baurat ernannt, war er zuletzt als Ministerialrat bei dem Generalinspektor für Wasser und Energie tätig. Seit 1945 gilt Murray als verschollen.
Murray trat zum 1. März 1930 der NSDAP bei (Mitgliedsnummer 214.791). Er war vom 4. April bis zum 15. Dezember 1933 Stadtverordneter im Stadtrat von Düsseldorf. Während dieser Zeit wurde er im August 1933 innerhalb der Regierung Düsseldorf zum Dezernenten für Politische Angelegenheiten ernannt und war als solcher zugleich erster Leiter der Staatspolizeileitstelle Düsseldorf, welche per Erlass des Geheimen Staatspolizeiamtes mit Wirkung vom 23. Oktober 1933 nicht mehr dem Polizeipräsidium Düsseldorf angehörte, sondern der Regierung unterstellt wurde. Trotz bereits im März 1934 einsetzender Überlegungen Murray von dieser Stellung abzulösen verblieb er bis zum 1. Oktober 1934 in selbiger. Im Weiteren wurde Murray für den Zeitraum vom 1. Januar 1935 bis zum 30. April 1936 in der Nachfolge von Fritz Mißmahl mit der kommissarischen Verwaltung des Rhein-Wupper-Kreises beauftragt.